# Małgorzata Hendrykowska
Małgorzata Halina Hendrykowska (ur. 16 grudnia 1952 w Poznaniu) – polska historyk filmu, wykładowczyni, badaczka kultury filmowej, autorka publikacji z zakresu filmoznawstwa, współodkrywczyni jednego z najstarszych znanych polskich filmów fabularnych Pruska kultura (1908). Członkini redakcji pisma „Images. The International Journal od European Film, Performing Arts and Audiovisual Communication”. Od 2009 pełni funkcję przewodniczącej Rady Naukowej Filmoteki Narodowej w Warszawie. Autorka książek o filmie oraz ok. 100 artykułów w czasopismach i książkach.

## Życiorys
W 1971 ukończyła I Liceum Ogólnokształcące im. Karola Marcinkowskiego w Poznaniu. Studiowała filologię polską i historię sztuki. W 1978 rozpoczęła pracę dydaktyczną na Uniwersytecie im. Adama Mickiewicza. Doktorat uzyskała w 1983 pracą Elementy wyjaśniania w filmie o sztuce, a 10 lat później uzyskała habilitację pracą Śladami tamtych cieni. Film w kulturze polskiej przełomu stuleci (1895-1914). Praca ta została uhonorowana Nagrodą Przewodniczącego Komitetu Kinematografii „Laterna Magica” dla najlepszej książki filmowej roku. Tytuł profesora zwyczajnego nauk humanistycznych uzyskała 31 października 2000.
W 2002 wraz z mężem Markiem Hendrykowskim, podczas poszukiwania we francuskim archiwum filmowym Bois d'Arcy filmu Odrodzona Polska (1924) natrafili na trwającą 8 minut, kopię filmu, który zidentyfikowali jako Pruską kulturę z 1908 – najstarszy znany polski film fabularny. Z kolei w 2008 roku małżonkowie odkryli w rzymskim archiwum Centro Sperimentale kilka innych zaginionych polskich filmów, w tym pochodzący z okresu I wojny światowej film z Polą Negri.
W 2016 otrzymała nagrodę Polskiego Instytutu Sztuki Filmowej za książkę Historia polskiego filmu dokumentalnego.
Jej mężem jest profesor Marek Hendrykowski, również filmoznawca.

## Wybrane publikacje
- Film w Poznaniu i Wielkopolsce 1986-1996 (współaut. Marek Hendrykowski), 1996
- Kronika kinematografii polskiej 1895-1997, 1999
- Smosarska, 2007
- La seconda guerra mondiale nel cinema polacco, 2009